# Bajo Almanzora
El Bajo Almanzora es una subcomarca española situada en la provincia de Almería, comunidad autónoma de Andalucía. Limita al norte con la Comarca de Los Vélez, al oeste con el Comarca del Almanzora, al este con el mar Mediterráneo, al sur con las comarcas de Comarca Metropolitana de Almería, y Los Filabres - Tabernas. Junto a la comarca del Alto Almanzora forma el territorio histórico y cultural del Valle del Almanzora. El Bajo Almanzora es el Levante Almeriense.

## Historia

### Prehistoria
Existen restos paleolíticos, en la cueva de Zájara I (Cuevas del Almanzora), ocupada por el hombre de Neanderthal. En los yacimientos de Zájara II y la Palica (Antas), se han encontrado restos del hombre de Cromagnon (Homo sapiens sapiens), antecedente del hombre actual.
Los primeros restos de poblados son del Neolítico, en Cabecicos Negros junto a la desembocadura del río Antas.
El yacimiento de Almizaraque es de una fase anterior a la metalurgia del Cobre, en Las Herrerías (Cuevas del Almanzora), es un poblado con cabañas y grandes silos de almacenamiento.
En la Edad del Cobre, III milenio a. C., en Los Millares, aparecen grandes poblados fortificados, el desarrollo de grandes necrópolis junto a éstos y una ocupación en espolones amesetados dominando las ramblas y ríos. 
Pero cuando el Levante Almeriense y el Bajo Almanzora adquieren auténtico protagonismo en la Prehistoria es con la cultura de El Argar, en el municipio de Antas. Los poblados, muy abundantes en el Valle del Almanzora (Fuente Álamo, Almizaraque, El Oficio,  
 Baria...) usando los cerros como fortificación y defensa.
| Municipio     | Habitantes | Municipio | Habitantes | Municipio            | Habitantes |
| ------------- | ---------- | --------- | ---------- | -------------------- | ---------- |
| Huércal Overa | 18278      | Pulpí     | 8429       | Cuevas del Almanzora | 12891      |
| Antas         | 3389       | Vera      | 14371      | Bédar                | 1039       |
| Los Gallardos | 3828       | Mojácar   | 7745       | Turre                | 3791       |